# Mariano Calvo Pereira
Mariano Calvo Pereira (Sevilla, 1815-Madrid, 1884) Arquitecto español del siglo xix.

## Biografía

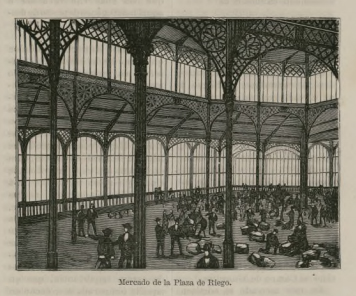
Interior del antiguo mercado, por entonces «mercado de la plaza de Riego», en la Guía de Madrid: manual del madrileño y del forastero (1876) de Ángel Fernández de los Ríos.

Arquitecto municipal de Madrid a finales del siglo xix, es conocido por haber diseñado y construido en 1870 el Mercado de la Cebada (inaugurado por el Alfonso XII el 11 de junio de 1875). Diseñó y supervisó igualmente las obras del mercado de los Mostenses en Madrid durante 1870-1875 siendo finalmente derribado en el año 1925 con motivo de las obras de la Gran Vía. Ambos edificios poseen construcciones típicas de la época, fundamentadas en el empleo de hierro colado (en ambos casos procedente de Francia).